# Mashantucket Pequot
O Mashantucket Pequot é uma nação nativa americana, federalmente localizada no estado de Connecticut. Eles são descendentes do povo Pequot, uma tribo de língua algonquiana que dominava as áreas costeiras do sul da Nova Inglaterra. Dentro de sua reserva, em Ledyard, Condado de New London, o Mashantucket Pequot possui e opera o Foxwoods Resort Casino. A partir de 2012, o Foxwoods Resort Casino passou a ser o maior casino resort do mundo, em termos de espaço de jogo e número de caça-níqueis.